# Tapakrejo
Tapakrejo is een bestuurslaag in het regentschap Blitar van de provincie Oost-Java, Indonesië. Tapakrejo telt 2858 inwoners (volkstelling 2010).